# Batillitermes
Batillitermes es un género de termitas isópteras perteneciente a la familia Termitidae que tiene las siguientes especies:
1. Batillitermes clypeatus
2. Batillitermes monachus